# Placencia van Normandië
Placencia werd als echtgenote van Sancho IV van Navarra koningin van Navarra na haar huwelijk in 1068.
Ze had met Sancho drie kinderen,
- García Sánchez (- Toledo, na 1091)
- Raimundo Sánchez
- Urraca Sánchez